# بورخا غوميز بيريز
بورخا غوميز بيريز (بالإسبانية: Borja Gómez Pérez)‏ (14 مايو 1988 في إسبانيا - ) هو لاعب كرة قدم إسباني في مركز الدفاع. لعب مع رايو فايكانو وريال أوفييدو وريال مدريد وريال مورسيا ونادي ألكوركون ونادي إيركوليس ونادي غرناطة ونادي كارباتي لفيف ونادي لوغو.

## وصلات خارجية
- بورخا غوميز بيريز على موقع اتحاد أوكرانيا (الإنجليزية)
- بورخا غوميز بيريز على موقع قاعدة بيانات كرة القدم.إي يو (الإنجليزية)
- بورخا غوميز بيريز على موقع Soccerway.com (الإنجليزية)
- بورخا غوميز بيريز على موقع عالم كرة القدم.نت (الإنجليزية)
- بورخا غوميز بيريز على موقع AS.com (الإسبانية)